# Bicknell (Utah)
Bicknell es un pueblo del condado de Wayne, estado de Utah, Estados Unidos. Según el censo de 2000 contaba con 353 habitantes, con un ligero incremento respecto a 1990, cuando contaba con 327 habitantes.

## Historia
El nombre originalde Bicknell era "Thurber" o "Thurber Town", por A.K. Thurber, quien construyó la primera casa de la zona en 1875. En 1897 la ciudad fue trasladada a una nueva ubicación debido al suelo arenoso y la mala calidad del agua.
En 1914, Thomas W. Bicknell, un autor rico del Este, historiador, y comisionado de educación para Rhode Island, ofreció mil libros a la población que tomara su nombre. La localidad de Grayson también quería el premio, pero por un compromiso en 1916, Grayson tomó el nombre de Blanding, el apellido de soltera de la esposa del Sr. Bicknell, como un tributo a sus padres. Las dos localidades repartieron la biblioteca, recibiendo 500 libros cada una.
Según la revista Via, Bicknell reclama ser la población más pequeña de los Estados Unidos con un cine de alrededor de un año. En ese cine se celebra anualmente el Festival Internacional de Cine de Bicknell (Bicknell International Film Festival).

## Geografía
Bicknell se encuentra en las coordenadas 38°20′29″N 111°32′44″O / 38.34139, -111.54556.
Según la oficina del censo de Estados Unidos, la localidad tiene una superficie total de 1,2 km². No tiene superficie cubierta de agua.
- Altitud: 2,172 m
- Código Postal: 84715

Bicknell se encuentra entre el Parque Nacional Dixie (Dixie National Forest) y el Parque Nacional Fishlake (Fishlake National Forest) en el Valle Rabbit (Rabbit Valle), centro-sur de Utah. Está a 27 km del Centro para Visitantes del Parque Nacional Capitol Reef (Capitol Reef National Park Visitors Center).

### Distancias
- 192 km al noreste de Parque Nacional del Cañón Bryde (Bryce Canyon National Park).
- 262 km al suroeste de Price
- 264 km al oeste de Moab
- 270 km al sur de Provo
- 339 km al sur de Salt Lake City
- 364 km al noreste de St. George

### Lugares de interés
- Bicknell Bottoms hábitat de fauna, criadero de pescado (5 km al sureste)
- Monte Boulder (Boulder Mountain) (3.439 m - 59 km al sureste)
- Parque Nacional Capitol Reef (Capitol Reef National Park)(27 km al este)
- Monte Thousand Lake (Thousand Lake Mountain) (3.443 m - 27 km al noreste)

## Demografía
Según el censo de 2000, había 353 habitantes, 126 casas y 95 familias residían en la ciudad. La densidad de población era 290,0 habitantes/km². Había 143 unidades de alojamiento con una densidad media de 117,5 unidades/km².
La máscara racial de la ciudad era 97,17% blanco, 0,18% indio americano, 1,98% de otras razas y 0,57% de dos o más razas. Los hispanos o latinos de cualquier raza eran el 3,12% de la población.
Había 126 casas, de las cuales el 38,1% tenía niños menores de 18 años, el 62,7% eran matrimonios, el 8,7% tenía un cabeza de familia femenino sin marido, y el 24,6% no son familia. El 21,4% de todas las casas tenían un único residente y el 10,3% tenía sólo residentes mayores de 65 años. El promedio de habitantes por hogar era de 2,80 y el tamaño medio de familia era de 3,23.
El 32,9% de los residentes es menor de 18 años, el 9,3% tiene edades entre los 18 y 24 años, el 22,9% entre los 25 y 44, el 17,6% entre los 45 y 64, y el 17,3% tiene 65 años o más. La media de edad es 30 años. Por cada 100 mujeres había 101,7 hombres. Por cada 100 mujeres de 18 años o más, había 97,5 hombres.
El ingreso medio por casa en la ciudad era de 32.750$, y el ingreso medio para una familia era de 34.500$. Los hombres tenían un ingreso medio de 29.750$ contra 20.750$ de las mujeres. Los ingresos per cápita para la ciudad eran de 13.457$. Aproximadamente el 12,5% de las familias y el 11,7% de la población está por debajo del nivel de pobreza, incluyendo el 13,6% de menores de 18 años y el 7,2% de mayores de 65.